# Oxalis melilotoides
Oxalis melilotoides är en harsyreväxtart som beskrevs av Joseph Gerhard Zuccarini. Oxalis melilotoides ingår i släktet oxalisar, och familjen harsyreväxter. Inga underarter finns listade i Catalogue of Life.